# Campeonato Trinitário de Futebol de 2012–13
O Campeonato Trinitário de Futebol de 2012-13 é a 14ª edição da principal divisão profissional do Trinidad e Tobago.